# Полювання на тигрів

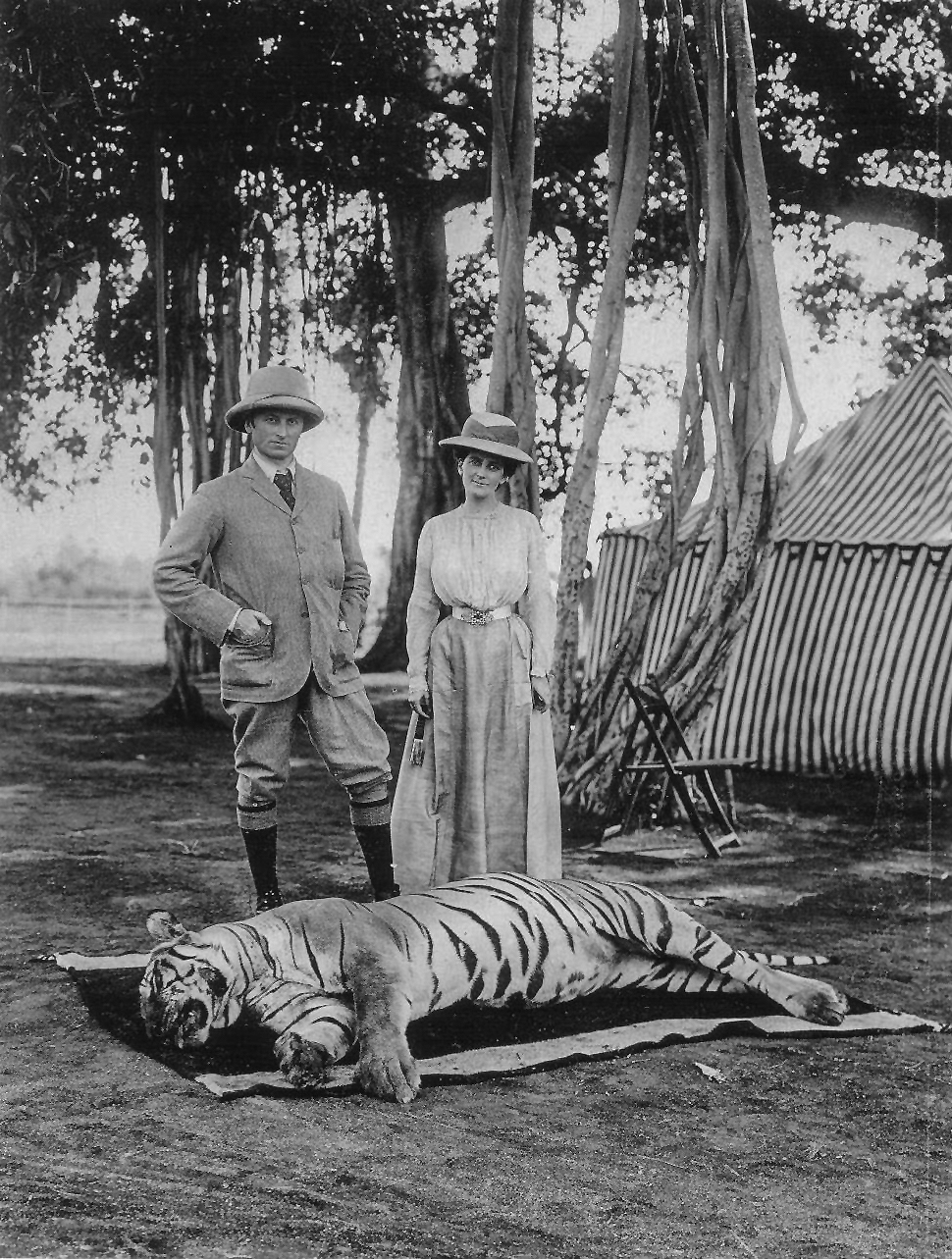
Полювання на тигрів Джорджа Керзона, 1-го маркіза Керзона з Кедлстона та його дружини Мері в Британській Індії, 1903.

Полювання на тигрів — це вилов та вбивство тигрів . Мисливці і незаконне браконьєрство є основною загрозою для тигрів.  Тигр в історії був популярною великою мисливською твариною, на нього полювали для престижу та для здобуття трофеїв. Широке браконьєрство тривало навіть після того, як таке полювання стало незаконним і тигр отримав правову охорону. Зараз через загрозу збереження зникаючий вид, більшість тигрів живуть у неволі. Колись вважали, що на тигрів важче полювати, ніж на левів, через їх звичку жити поодинці в щільному покриві і не так часто затверджувати свою присутність гучним ревом.
Бенгальський тигр — найпоширеніший підвид тигра, який складає приблизно 80 % всієї популяції тигрів, і зустрічається в Бангладеш, Бутані, М'янмі, Непалі та Індії . У цих країнах на нього полювали століттями.

## Історія

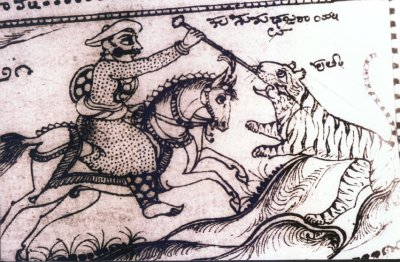
Історичне полювання на тигрів в Індії, c. 1821 рік.

Історично склалося так, що на тигрів полювали пішки, верхи на конях, назад із слоном та з мачанів . Будь-який із цих способів дуже небезпечні, тому полювання на тигра вважалося мужнім подвигом з дичиною, трофеї збирали як символи доблесті та престижу. На рахунках британських роялті, сфотографованих убік мертвих тигрів наприкінці 19 — початку 20 століть, зображено побудову успішного завоювання індійської природи, що символізує імперські, чоловічі ідентичності, бажані британцями. У деяких місцях, таких як Китай, тигрів також сприймали як загрозу життю людей у цьому районі, тому тих, хто зумів їх вбити, називали громадськістю героями.
У 1986 році було виявлено, що тигри швидко зменшувались через отруєння, пастки або відстріл, а потім контрабандою вивозились з Індії для постачання виробників лікарських засобів у Китаї. До 1992 року торгова галузь заплатила загалом 12,4 мільйона доларів за 200 тигрів, видобутих браконьєрами. З того часу китайці заборонили браконьєрство та торгівлю тиграми. Однак це лише збільшило цінність впольованих тигрів. Зараз окремі браконьєри отримують приблизно 800 доларів за тигра, але ті, хто пов'язаний із відомими угрупованнями, можуть отримувати до 5000 доларів за одиницю. На додаток до браконьєрства, щоб компенсувати заборону торгівлі частинами тигра, Китай розпочав «вирощування тигрів». Це дозволяє їм розводити тигрів, що перебувають у неволі, з метою продажу їх частин.

### Індія

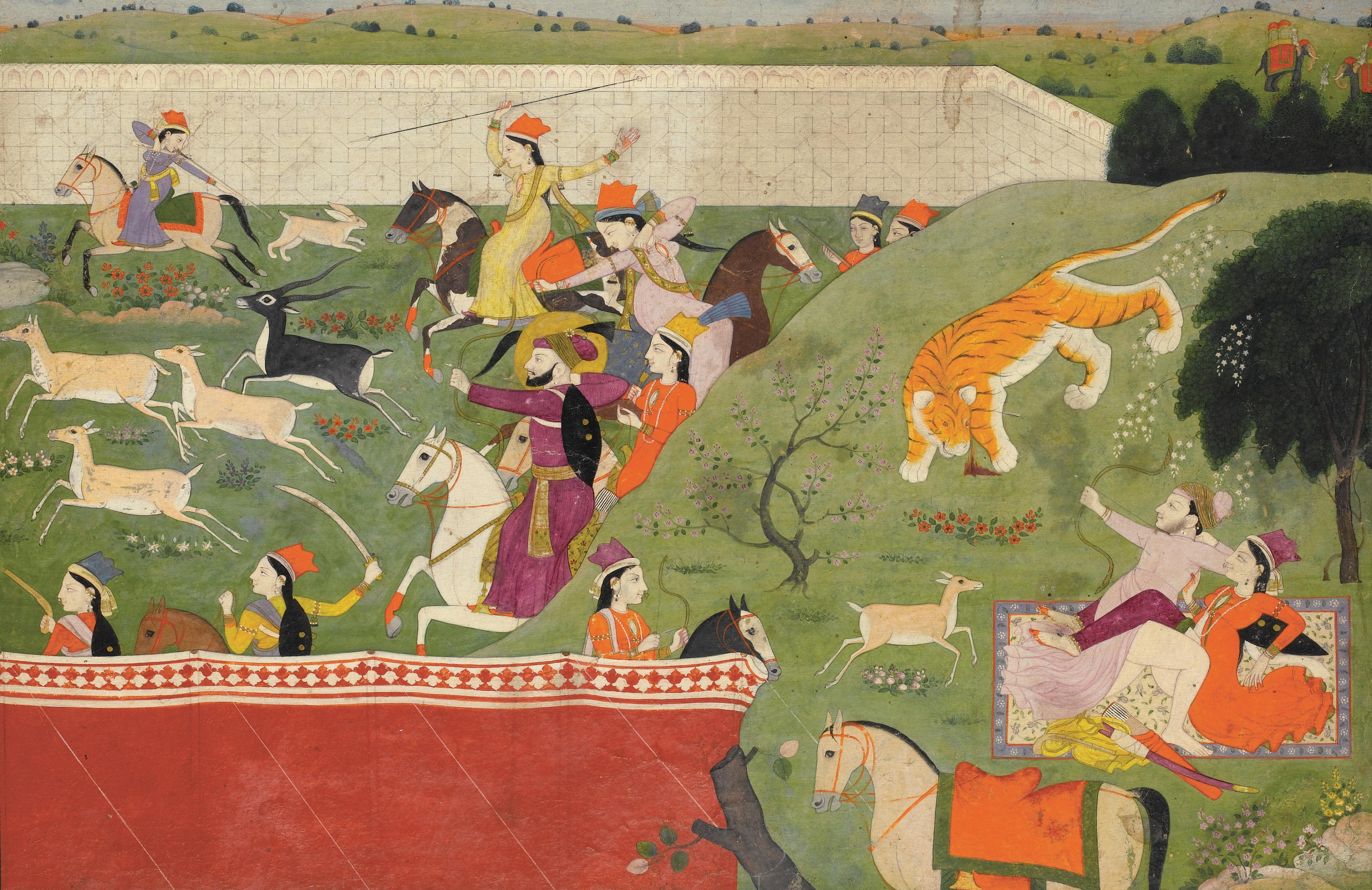
Алауд-Дін і Махіма Дхарма полюють на тигра для розваги, перебуваючи в інтимних стосунках, Пенджаб, Південна Азія, 1790

Хоча тигри широко існували і їм не загрожували до перших десятиліть XX століття, полювання та втрата середовища існування зменшили їх популяцію в Індії з 40 000 до менше 1800 всього за сто років. Незважаючи на поширеність полювання на тигрів як королівського виду спорту протягом століть, наслідки були більшими під час британського раджу через використання мисливцями значно вищої вогневої сили, а їх інтерес до полювання, поділений набагато більшою кількістю колоніальних аристократів, призвів до подальшого виснаження. У передмові до роману Манохара Малгонкара « Далекий барабан» викладено Полковий кодекс старого полку індійської армії, до якого дослухалися офіцери полку. Він починається зі слів: «Перш за все, ми завжди добиваємо власних тигрів. Завжди».

### Царська Росія
У перші роки 20 століття імператорський російський уряд розпочав план колонізації середньоазійських земель, заселених каспійським тигром. Російська місцева влада активно працювала над знищенням тигрів під час величезної програми меліорації земель у таких районах, як річки Сир-Дарія та Аму-Дарія та Аральське море. Російській армії було доручено знищити всіх тигрів, знайдених в районі Каспійського моря. Цей проект був дуже ефективним Як тільки знищення каспійського тигра було майже завершеним, фермери пішли за ними, розчищаючи ліси та висаджуючи культури. Через інтенсивне полювання та вирубування лісів каспійський тигр відступив спочатку з низин до лісистих масивів, потім до боліт навколо деяких більших річок і, нарешті, глибше в гори, поки майже не вимер. Останній оплот каспійського тигра в колишньому Радянському Союзі був у районі Тигрова Балка, в Таджикистані. Хоча тигрів, як повідомлялося, знаходили тут до середини 1950-х років, надійність цих тверджень невідома.

### Радянський Союз
У перші роки громадянської війни в Росії червоно — біла армія, що базувалась у Владивостоці, майже знищила місцевих сибірських тигрів. У 20-х роках комуністи жорстоко переслідували тигрів, вони могли вбити до восьми чи десяти одиниць за одну прогулянку. Легальне полювання на тигра в Радянському Союзі тривало до 1947 року, а потім стало офіційно заборонено.

### Народна Республіка Китай
У 1959 році під час Великого стрибка КНР Мао Цзедун оголосив південнокитайських тигрів ворогами людини і почав організовувати та заохочувати кампанії з їх викорінення. На початку 1960-х популяція китайських тигрів була зменшена до трохи більше 1000 тварин. Через десять років їх ареал зменшився до трьох регіонів на півдні Китаю, два з яких були розташовані в провінції Цзянсі.

## Тигри в традиційній китайській медицині

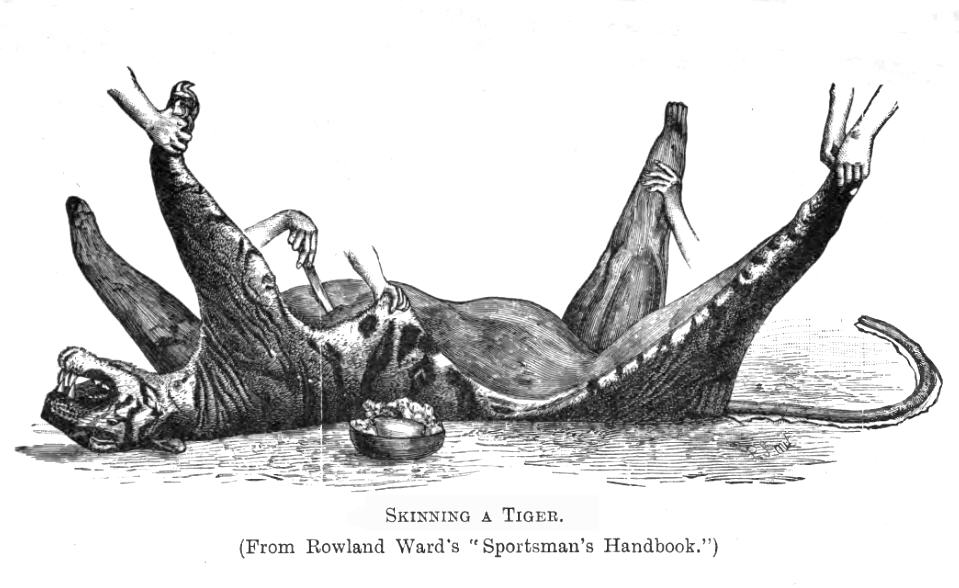
Інструкція щодо використання шкур тигра

Кістки тигра та майже всі частини тіла використовуються в традиційній китайській медицині для цілого ряду цілей, включаючи засоби для знеболення. Частини тигра використовуються в традиційних східноазійських ліках, особливо в традиційній китайській медицині, де багато людей вважають, що частини тигра мають багато лікувальних властивостей. У поєднанні з високими цінами, які хутро отримує на чорному ринку та знищенням середовища існування, браконьєрство для медичних цілей значно зменшило популяції тигрів у дикій природі. Століття тому, за підрахунками, у світі було понад 100 000 тигрів; Зараз загальна чисельність може бути нижче 2500 зрілих особин, що розмножуються, і жодна субпопуляція не містить більше 250 зрілих особин, що розмножуються.
Деякі приклади використання тигрів у традиційній китайській медицині, які не мають жодного наукового підтвердження:
- Хвіст тигра іноді подрібнюють і змішують з милом, щоб створити мазь для лікування раку шкіри.
- Кістки, знайдені на кінчику хвоста тигра відганяють нечисту силу.
- Подрібнені кістки тигра, додані до вина, слугували загальним тонізуючим засобом для Тайваню.
- Ніжки тигра, занурені в пальмову олію та підвішені перед дверима, зменшують ймовірність потрапляння злих духів.
- Шкіра тигра виліковує гарячку, спричинену привидами. Щоб ефективно використовувати його, користувач повинен сидіти на шкірі тигра, але обережно. Якщо надто багато часу витрачається на шкіру тигра, легенда говорить, що користувач стане тигром.
- Додавання меду до каменів у жовчному міхурі та нанесення цієї субстанції на руки та ноги ефективно лікує нариви .
- Спалене волосся тигра може прогнати сороконіжок .
- Змішування мозку тигра з олією і втирання суміші на тілі — це ліки від лінощів та вугрів .
- Згортання очних яблук у таблетки — це засіб від судом .
- Вуса використовуються для лікування зубного болю.
- Хтось нібито має сміливість і буде захищений від раптового переляку, одягнувши кігть тигра як прикрасу або несучи його в кишені.
- Силу, хитрість і сміливість нібито можна отримати, споживши серце тигра.
- Плаваючі ребра тигра вважаються оберегом удачі.
- Кажуть, що пеніс тигра є афродизіаком.
- Дрібні кістки на ногах тигра, прив'язані до зап'ястя у дитини, вважаються надійним ліками від судом.[8]

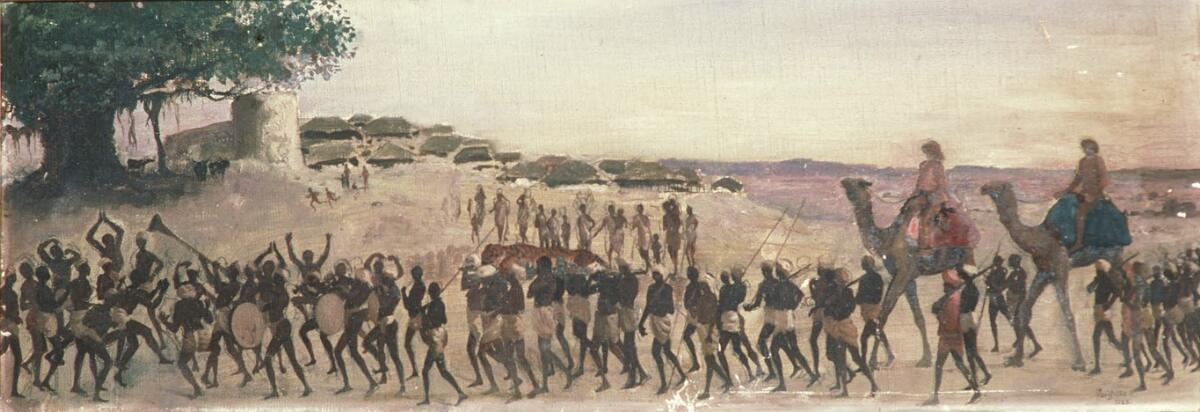
Відстріл тигрів в Берарі

15 березня 2010 року Всесвітня федерація китайських медичних товариств (WFCMS) опублікувала заяву щодо використання видів, що перебувають під загрозою зникнення, в медичних цілях. Хуан Цзяньінь, заступник секретаря WFCMS, виступаючи перед конференцією, виступив із такою заявою: "Збереження тигрів стало політичним питанням у світі. Тому традиційній китайській медицині необхідно підтримувати збереження зникаючих видів, включаючи тигрів "(джерело Science Daily). Поки практикуючі TCM намагаються вилучити зникаючі види зі «списку інгредієнтів», фермери їх задовольняють, сподіваючись відновити попит на лікарські засоби на основі TCM, такі як вино з тигрової кістки .
Тигроводство частково, якщо не повністю, відповідає за відновлення попиту на лікарські засоби на основі тигрів. На фермі ведмедів та тигрів Сюнсен в китайському Гуйліні щорічно виробляється близько 200 000 пляшок вина з тигрової кістки. (Jacobs 2010) Такі парки, як Xiongsen, отримують прибуток, виставляючи своє вино як цілісні лікарські засоби, що відповідають ринковому попиту на попередні лікарські практики. Поки практики ТКМ намагаються відійти від використання видів, що перебувають під загрозою зникнення, ферми тигрів знову поновлюють цей попит. Сьогодні тигроводи в Китаї наполягають своєму уряду скасувати заборону на продаж частин тигра.
У 2007 році фермери боролися за скасування заборони, мотивуючи це тим, що «браконьєрство диких тигрів для традиційної медицини значно зменшилося б, якщо тигрів, які плодяться в неволі, можна було вирощувати для їжі». Однак це прямо суперечить причинам, за якими були створені ці заклади — для повторного впровадження зникаючих видів у дику природу. Наслідок ігнорування цих страшних проблем буде згубним для популяції тигрів. Найстрашніше, за прогнозами, протягом наступного десятиліття види тигрів можуть зникнути. "Джеймс Ліп, генеральний директор Всесвітнього фонду дикої природи, сказав на зустрічі в Санкт-Петербурзі, що якщо не вжити належних захисних заходів, тигри можуть зникнути до 2022 року.

## Полювання та браконьєрство

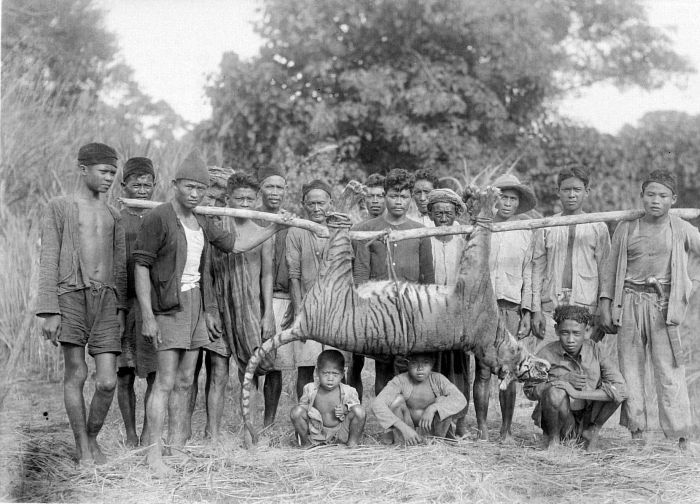
Група чоловіків позує з убитим тигром Яван, 1941 рік

Дикий тигр — один із видів, що найбільш загрожують зникненню на планеті. Основними факторами загрози тигрів сприяють люди, завдяки попиту, звичним віруванням, ритуальним звичаям / та збільшенню кількості популяцій, що стикаються та втручаються у вихідні межі та зони проживання цієї дикої тварини. В деяких країнах Близького Сходу частини тигрів лікують печінку та нирки і використовуються для лікування епілепсії, облисіння, запалення, володіння злими демонами, зубного болю, малярії, гідрофобії, шкірних захворювань, кошмарів, ліні, лихоманки та головного болю. Wang and Shen 2010 пояснюють, що факторами, що найкраще пояснюють зменшення популяції видів тигрів, є щільність людської популяції та віддаленість від доріг. Крім того, мисливська діяльність та браконьєрство значною мірою сприяють занепаду цієї тварини. Нелегальна торгівля продуктами, що поширюються з частин тигра, є ще однією з основних причин зникнення підвидів тигрів Яван, Каспій та Балі (WWF 2010).
Добре відомий звіт «Дорожній рух: Мережа моніторингу торгівлі дикою природою» опублікував цифри про тварин, яких вбивали та торгували ними за частини та продукти. «За останнє десятиліття тисяча тигрів було вбито та продано їх частини та продукцію». Малайський вид тигра налічує в дикій природі від 600 до 800 особин, що робить його третім за величиною підвидом. Це один із найбільш зображуваних тигрів, який також зображено на малайзійському гербі. Тигр Балі вже вимер через полювання. Це був найменший з сімейства тигрових з приблизною вагою 90–100 кг у чоловіків та 65–80 кг у самок.
У міру занепаду російської економіки закони та нормативні акти проти браконьєрства менше застосовувалися, що сприяло полюванню та браконьєрству тигрів для покращення ринкових умов та економіки (Washington Post, 2010). Ступінь браконьєрства та полювання є такою, що сибірські тигри дуже рідко доживають до старості, оскільки їх вбивають до цього віку.
Визнаючи ці часи боротьби за виживання тигра, російський прем'єр-міністр Володимир Путін доклав зусиль, щоб об'єднати людей, щоб усвідомити цю подію в місті Санкт-Петербурзі. Назва заходу називається «Тигровий саміт» — міжнародний форум з порятунку тигрів з межі вимирання. 2010 рік став китайським роком тигра, що зробило рік природним центром міжнародних зусиль із охорони природи. Тигрові експерти побоюються, що тигри знаходяться під загрозою зникнення (Traffic 2010). Експерти сходяться на думці, що зусилля щодо збереження середовища існування є надзвичайно важливими. Наприклад, оцінка стратегій збереження для збереження видів тигрів у північно-східному Китаї виявляє важливість збільшення придатних середовищ існування для збереження та виживання (Xiaofeng, 2009). Ключові ландшафти повинні бути тигровими для збереження тигра, щоб забезпечити цілісність екосистеми, яка однаково цінна для людей, тигрів та багатьох інших видів дикої природи, що мають спільну територію. У липні 2014 року на міжнародній конвенції про зникаючі види в Женеві, Швейцарія, представник Китаю вперше визнав, що його уряд знав, що торгівля шкурами тигра відбувається в Китаї.

## Методи

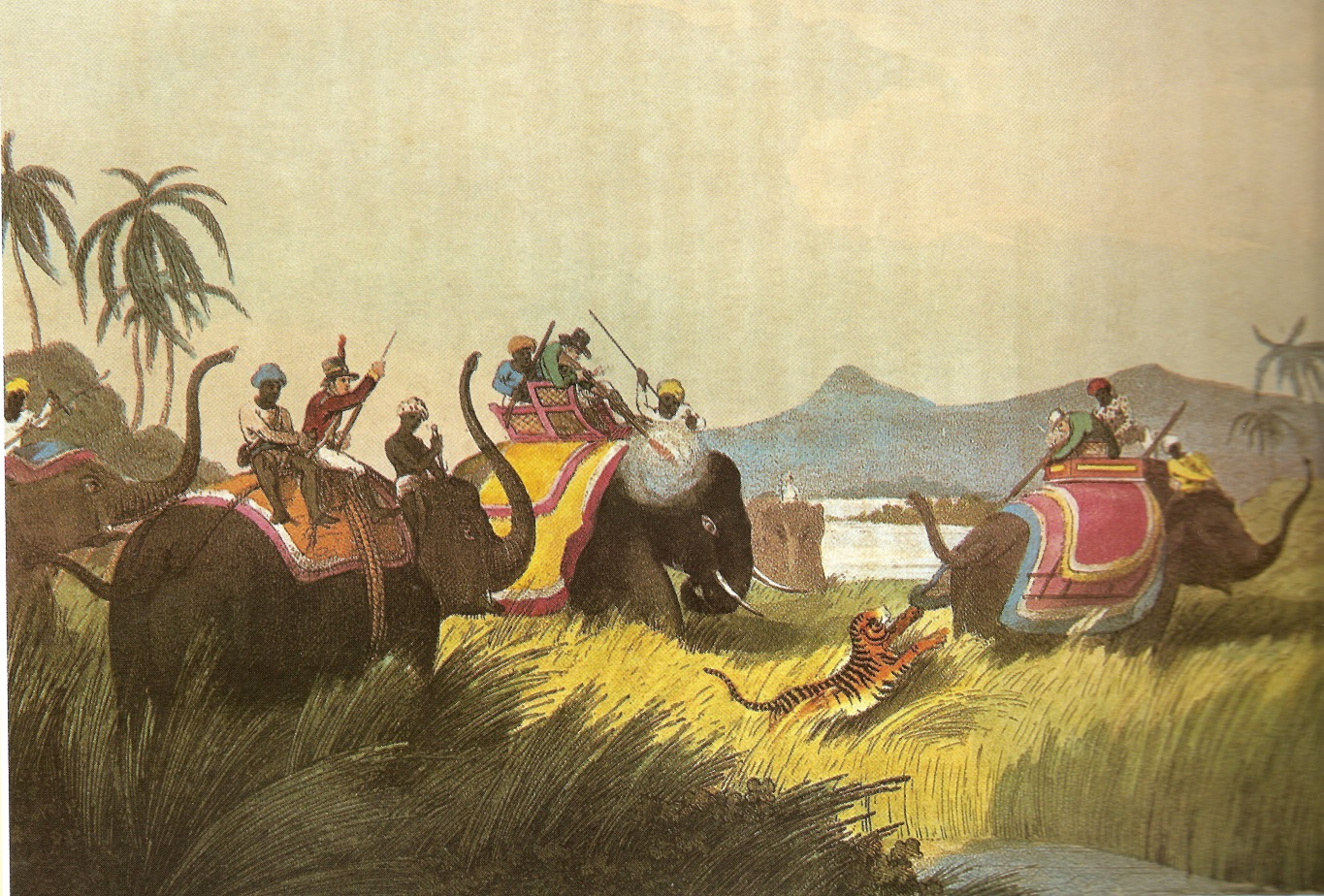
Полювання на тигрів на спині слона

### Наживка
Наживка полягала у спостереженні за тигром над тушкою якоїсь тварини, домашньої чи дикої, яку він раніше вбив. Тигр зазвичай приходив на смерть ввечері, змушуючи околиці лунати своїм гучним ревом. Поки для мисливця було небезпечно, він сидів на дереві,,часто він мав там залишатися до ранку. У Китаї маленькі бомби, відомі під назвою « пен-тра», були вкладені в жертву тигра, і вони спрацювали при попаданні всередину.

### Пташине вапно
У Бірмі та в Індії суміш гірчичної олії та латексу була розкидана навколо водяної ями, до якої приходив тигр. Намагаючись позбавити лапи від липкої рідини язиком або зубами, тигр мимоволі закривав обличчя брудом і листям. Внаслідок цього сліпота полегшила його полювання.

### Хунква

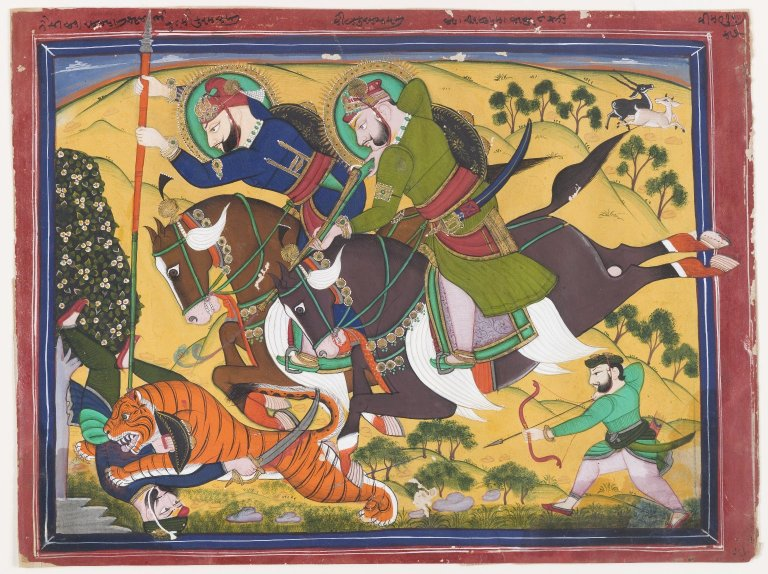
Махараджа Рам Сінгх полює на тигра

Хунква була практикою раджі в Бенгалії з полювання на тигрів. Вона відбувалася шляхом підпалу трави на десять або двадцять миль навколо однієї галявини таким чином, щоб загонщики могли загнати втікаючих тварин у милю сітки.

### Наколювання на колесах
У верхній частині Іраваді, коли тиграми бачили використовувати бамбуковий міст, планки мосту відрегулювали так, щоб при наступному переході тигр падав на загострені стовпи внизу. У штаті Мадх'я-Прадеш Байгаси вішали вбивцю тигра з середини горизонтального стовпа, підпертого двома роздвоєними деревами на відстані декількох футів. Оскільки стовп був слизьким і не мав кори, тигр ковзав, намагаючись отримати доступ до вбивства, і падав на загострені бамбукові шипи внизу. У Бірмі бамбукові кіли розміщувались би по обидва боки шляху, куди ходили тигри. Коли тигр вступав у фізичний контакт із шнуром, прив'язаним через доріжку, щілинна половина бамбукового клаптера голосно пружинила на другій половині. Звук, мабуть, змусив би тигра стрибнути вбік і насадити на одного з колів.

### Кінь / верблюд назад

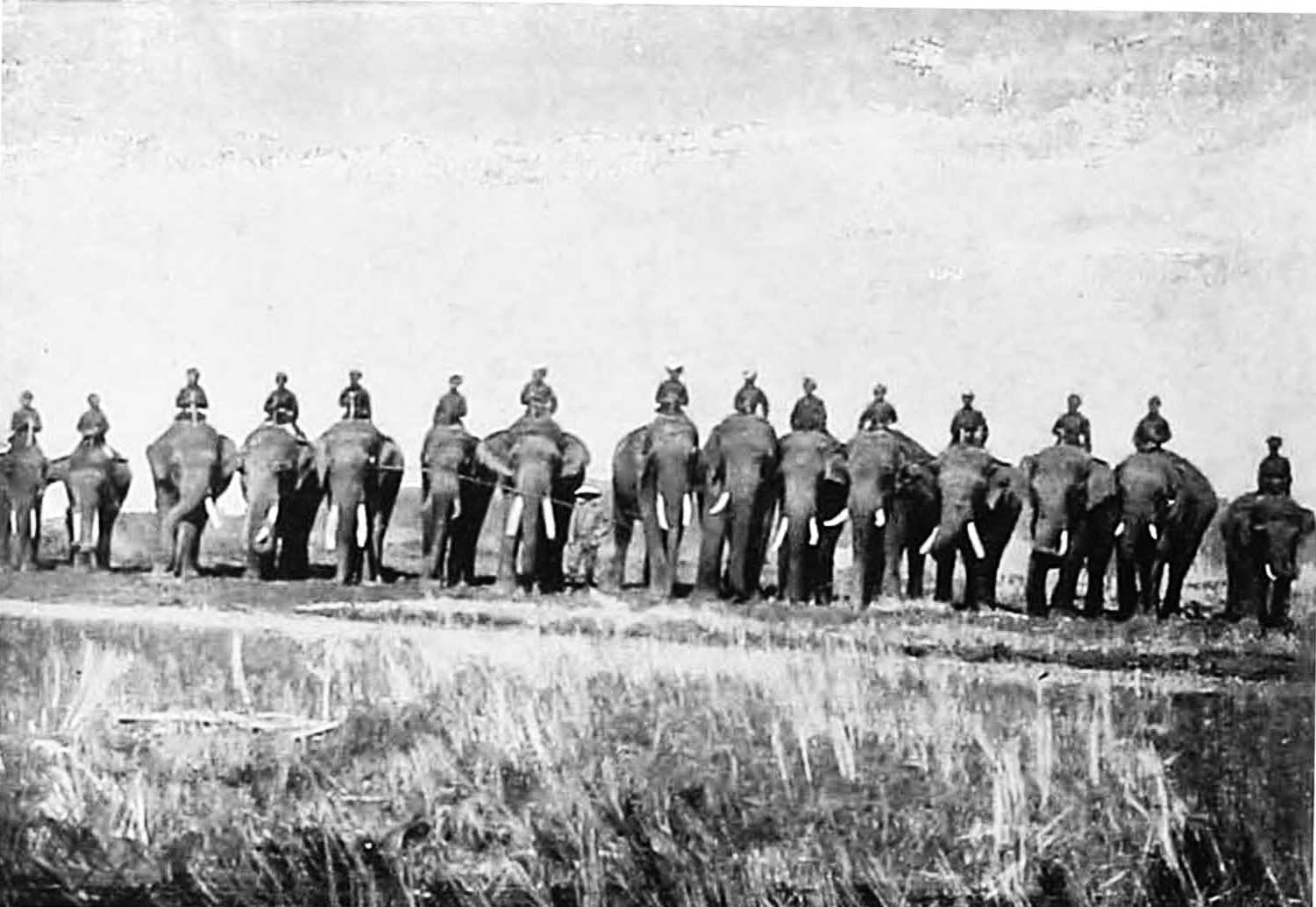
Слонові забійники на полюванні тигра, Індія, кінець 1890-х.

Коні та верблюди використовувались кавалерійськими офіцерами в Індії 17 століття, які, як вони визнали, були більш надійними та менш непередбачуваними, ніж слони. Після переслідування тигрів до виснаження, вершники скачували навколо тигрів у постійно зменшуються колах, а потім вбивали тигра мечем.

### Мисливські собаки
Для цього потрібно було мати зграю сильних мисливських собак, добре навчених у погоні за всіма видами великих мисливських тварин, що зустрічаються в тайзі. Під час полювання мисливці, як правило, збирали більшість собак свого села, щоб сформувати невиразну зграю. Не всі собаки були однаковими в полюванні, оскільки вони сильно відрізнялися за якістю та характером. У кожній зграї був один-два лідери, яких дотримуються решта. Якщо ватажок був загублений, зграя незабаром виходила з-під контролю. Мисливці рідко привозили собак по сильному снігу, оскільки це перешкоджало їх руху і робило їх легкими мішенями для тигра.
Зустрічаючи тигра, собаки починали несамовито гавкати, одночасно ловлячи його ноги і кусаючи в задню частину. Таким чином вони змушували його зупинитися і повернути на відстань. Коли тигра нарешті загнали в кут, собаки гучно гавкали. Половина зграї продовжувала б оточувати тигра, тоді як інші собаки відпочивали. Якщо ж кар'єр намагався відірватися, вся зграя зарядила його, причому деякі собаки насправді стрибали тварині на спину і змушували ще раз зупинитися. Працюючи лише зі звуку та тримаючись за деревами далеко від поля зору кар'єру, мисливець потрапляв у зону легкої дії останнього і стріляв у нього.
Незважаючи на свою велику силу, тигри зазвичай не стояли на місці собак, якщо не були загнані в кут, набагато воліючи відступати. Теоретично висловлювалося, що це пов'язано з тим, що тигр приймає собак за долів (Cuon alpinus), які, як відомо, рідко вбивають тигрів.

## Рішення для вимирання тигрів
Для збереження диких тигрів як виду в навколишньому середовищі необхідно вирішити кілька загроз — втрату середовища існування, зменшення популяції здобичі та пряме полювання на тигрів.
У відповідь на браконьєрство та полювання на тигрових видів для виготовлення ліків та інших продуктів, одержуваних з тигра, уряд Китаю повинен врегулювати та, якщо потрібно, припинити чи встановити квоту на кількість допустимих практик для цього виду дій. Оскільки багато з цих мисливських практик відбуваються незаконно, і браконьєрству важко покласти край. Виконання чинних законів та санкцій проти ринків незаконної торгівлі, що циркулюють у частинах тигра, дуже необхідне (Барбер-Майер).
Тигри залежать від дерев для укриття та покриву та полювання на тварин, які на них живуть. Знищення середовища існування та рубки нових доріг та житлових будинків різко шкодять екосистемі цього виду. Дерева дозволяють тиграм загострювати кігті та дряпати дерева, забезпечуючи основні інструменти виживання. Втрата рослинних елементів у репродуктивному середовищі та середовищі проживання також викликає занепокоєння, оскільки ці види покладаються на покрив з дерев та високих трав, щоб полювати на інших тварин. Дерева та рослинність також забезпечують природний захист від абіотичних факторів та елементів, на які ці тварини покладаються для свого захисту. Тигри спаровуються і розмножуються в тих самих районах, де вони народилися, тому збереження природної рослинності та деревного покриву є важливим.
Зусилля щодо сприяння відновленню тигрів протягом усього їх ареалу тривають щонайменше 40 років. Кілька урядів фінансували спеціальну Програму «Тигр» і були дуже активними. Андерсон та ін. 2006 рік проаналізував фінансування грошей на збереження тигра, зокрема, неурядовими організаціями в період з 1998 по 2002 рік. Між країнами Індії, Росії, Індонезії, Малайзії та Непалу було інвестовано понад 23 мільйони доларів.
Гратвіке та ін. 2006 р. Пише, що велика корпорація ExxonMobil інвестувала 12,6 мільйона доларів США з єдиною метою збереження тигрів у 1999—2004 роках. Товариство охорони дикої природи та Фонд Пантери оголосили в 2008 році про план створення «Генетичного коридору» між Бутаном і М'янмою, щоб допомогти підтримувати велику, постійну популяцію тигрів, що охоплює вісім країн. Цей проект обіцяє стати найбільшою площею непорушеного або фрагментованого середовища проживання тигрів і представлятиме єдині найінтенсивніші зусилля щодо збереження цього виду від вимирання. (Рабіновіц).
Ще одним основним внеском є Світовий фонд природи. Ця організація запропонувала велику ініціативу з метою подвоєння популяцій диких тигрів до 2020 року. У відповідь на великі організації, що докладають таких великих зусиль, інші менші, численніші зусилля об'єднали зусилля для цього завдання. Конгломерат цих організацій був названий міжнародною коаліцією тигрів.
Сандерсон та співавт. (2006) оцінили ефективність різних заходів щодо збереження видів тигрів у різних місцях шляхом опитування 70 охоронців природи. Високі оцінки були надані для тих областей, які продемонстрували високу ефективність у впровадженні із масштабним значенням у порядку зменшення для тих заходів, які виявились неефективними. Серед цих заходів кілька проектів в Індії, Бутані, Непалі та Малайзії були визнані найбільш ефективними.

## Помітні мисливці на тигрів

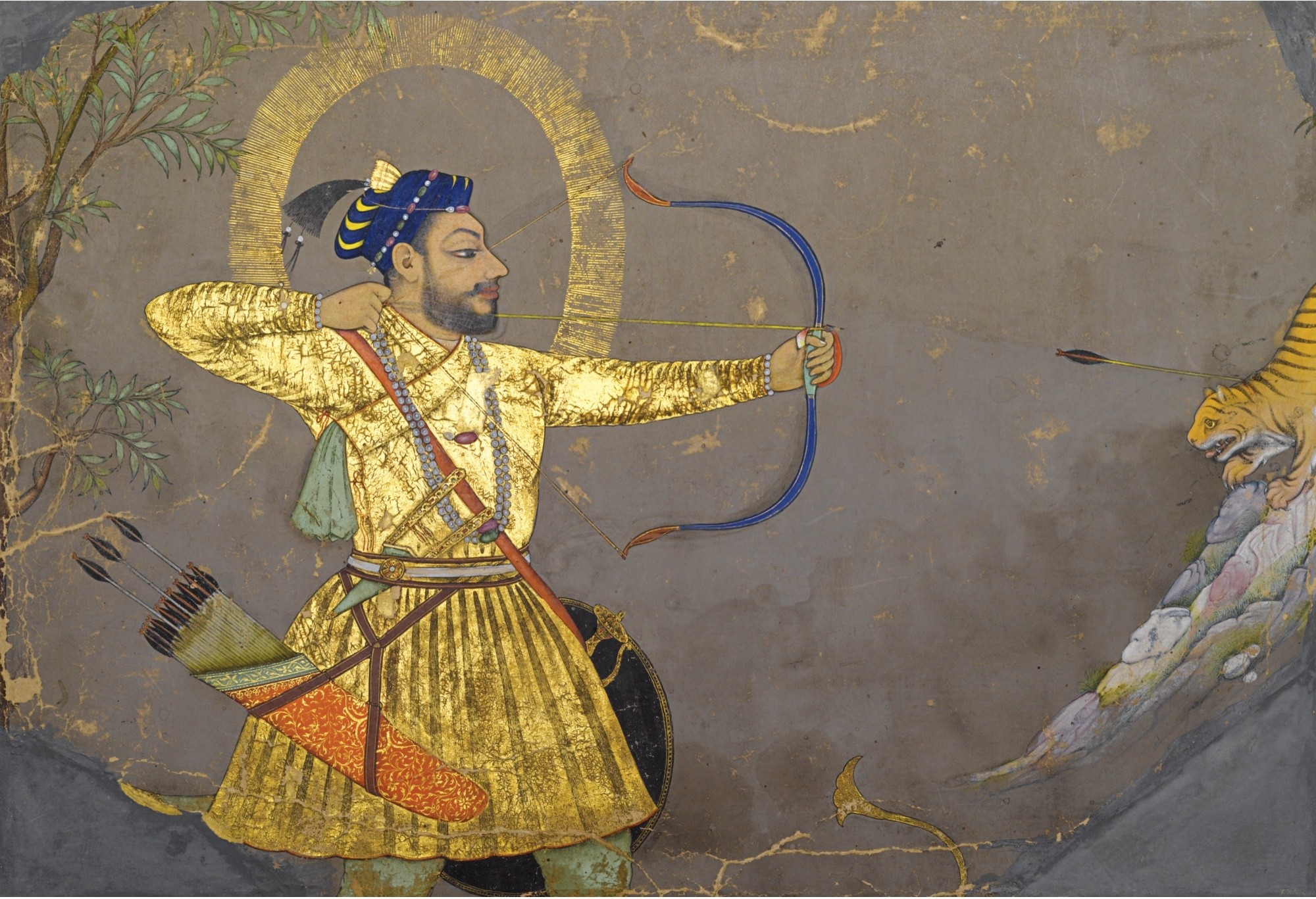
Султан Алі Аділ Шах II з Біджапурського мисливського тигра, близько 1660 року

- Джим Корбет
- Тимур[2]